# Nelhivka, Prîmorsk
Nelhivka (în ucraineană Нельгівка) este un sat în comuna Zelenivka din raionul Prîmorsk, regiunea Zaporijjea, Ucraina.

## Demografie
Componența lingvistică a localității Nelhivka
     Ucraineană (85,02%)
     Rusă (14,62%)
     Alte limbi (0,36%)
Conform recensământului din 2001, majoritatea populației localității Nelhivka era vorbitoare de ucraineană (85,02%), existând în minoritate și vorbitori de rusă (14,62%).